# Stânjenel
Stânjenel (Iris) este denumirea comună a unor plante monocotiledonate din familia Iridaceae. Plante ierbacee cu rizomi orizontali, adesea ramificați, mai rar cu bulboteri și cu frunze. Tulpină frunzoasă, cu inflorescență terminală paucifloră, monocazială. Flori mari, viu colorate, cu hipsofile membranoase. Perigon actinomorf, gamotepal spre bază, cu lacinii late, dintre cele 3 externe arcuit reflecte, cele 3 interne erect conivente, mai scurte. Stamine – 3, cu antere lungi, alipite de lobii petaloizi bilobați ai stigmatului. Fruct – capsulă ovată, 3-valvată, 2-loculară, multipsermă. Genul cuprinde aproximativ 260-300 de specii, în România – cca 42 de specii.

## Legături externe
Materiale media legate de Iris la Wikimedia Commons
- „Iris” în Dicționar dendrofloricol la DEX online